# 玩命快遞2
《玩命快遞2》（法語：Le Transporteur 2）是一部2005年英語法國動作片，由路易斯·賴托瑞執導，盧·貝松與勞勃·馬克·卡門共同擔任編劇，傑森·史塔森、亞歷山卓·葛斯曼、安柏·瓦雷塔、凱特·諾塔、法藍柯·波蘭德、馬修·莫汀和傑森·佛萊明主演。本片為2002年電影《玩命快遞》的續集，以及《玩命快遞》系列電影的第二部作品；講述法蘭克·馬丁（Frank Martin，史塔森飾演）的任務是保護政治家傑佛遜·比令（Jefferson Billings，莫汀飾演）的年幼兒子免受國際販毒集團的侵害。
《玩命快遞2》2005年8月3日在法國院線上映，由歐羅巴影業發行；美國由二十世紀福斯負責定於9月2日上映。本片全球票房達8910萬美元；《玩命快遞2》在影評界的口碑褒貶不一，多數讚賞史塔森的演出、動作場面和賴托瑞的導演技巧，但編劇受到批評。續集為2008年上映的《玩命快遞3》。

## 劇情
法蘭克·馬丁從法國南部搬遷至美國佛羅里達州邁阿密。出於人情，他暫時擔任有錢人家比令家族的司機。而由於傑佛遜高姿態的政府工作需求，使得他與奧黛麗·比令的婚姻關係處於高度緊張狀態。法蘭克與比令夫妻就讀小學的兒子傑克相處融洽，並每日駕駛著奧迪A8 W12載他上下學。隨後，稍顯醉意的奧黛麗出現在法蘭克的家中，並且試圖勾引他，但法蘭克機靈地將她送回家。
法蘭克準備為要在佛羅里達州與他共度假期的法國偵探朋友塔科尼督察接機。不過在這之前，他得先帶傑克去做健康檢查，在此時他察覺到兩位殺手殺死了醫師與櫃檯人員並冒充他們，便告知了塔科尼他無法及時抵達。不久後，由蘿拉領頭的殺手就此與手無寸鐵的法蘭克進行一番激戰。最終，法蘭克與傑克順利地逃脫。不過當他們抵達傑克的家時，法蘭克接到了一通電話，電話一頭告知他與傑克皆被配有足以穿透汽車防彈玻璃的狙擊手鎖定。因此，法蘭克不得已讓蘿拉進入車內；他們載著傑克迅速離開現場，並擺脫了後方追趕的警車。
不久後，三人抵達了一間倉庫與幕後主使者詹尼會面。法蘭克被要求留下傑克獨自離去。而他發現車底被裝上一顆炸彈，又在炸彈爆炸前順利地將它拆除。最終，傑克在他的家人支付贖金後獲釋，但他被注射了一劑致命病毒，將會殺死任何吸入他所呼出空氣的人。
此時，除了奧黛麗之外的每個人都懷疑法蘭克是綁匪的一員，他則在塔科尼的協助下追查到了其中一名假醫師——迪米特里。法蘭克假裝將同種病毒注入迪米特里的體內，並讓他離開。迪米特里惶恐地趕往實驗室殺死蒂波夫拿取解藥，而法蘭克則尾隨其後。隨後，法蘭克殺死了迪米特里，但是當法蘭克拒絕與負責掌管這間實驗室的醫生協商時，醫生將唯二的解藥從窗戶擲出至車陣當中。於是法蘭克設法取回唯一未受損的解藥。
接著，法蘭克偷偷地溜進比令家，並且告知已經染病的奧黛麗事情經過。他也將解藥注入傑克體內。同時，咳得很厲害的國家毒品控制政策主管傑佛遜正在一場會議中，向全球眾多反毒組織首長發表演說。
法蘭克隨後駕車前往詹尼家中，此時，詹尼正在將剩餘劑量的解毒劑注入自己體內以作為預防措施。在解決詹尼的眾多黨羽後，法蘭克遭到大敵以槍口對準。詹尼解釋，自己受雇於一支哥倫比亞販毒集團，協助集團擺脫敵人，且法蘭克不能冒險殺他，一旦他死亡將會令解藥失效。隨後，武裝的蘿拉現身，雙方陷入僵局。詹尼留下蘿拉來解決法蘭克。而法蘭克最終把她踢向一座有著鋒利金屬的葡萄酒架將她殺死。
詹尼打算搭乘他的直升機前往接應他的噴射機來逃離，法蘭克則跟蹤其後。法蘭克駕駛詹尼車庫中的藍寶堅尼Murciélago Roadster迅速前往機場，在駛上跑道並攀上飛機的前起落架後，登上了詹尼的飛機。法蘭克進入機艙與持槍的詹尼對峙。他們在纏鬥的過程中不慎殺死了飛行員，而飛機也隨後墜入海中。最終，法蘭克制服了詹尼使他癱瘓（令其動彈不得又保住他體內的解藥），接著將他推出下沉的機艙。船隻也在海中會合將他們載走。
比令家族獲得了解藥。當法蘭克前往醫院探視他們時，他在門前見著比令夫婦正與傑克有說有笑。法蘭克默默地走回車上與塔科尼會合，再送他前往機場。最後，法蘭克接到了一位人士來電表示需要快遞。

## 演員
- 傑森·史塔森飾演法蘭克·馬丁（Frank Martin）
- 亞歷山卓·葛斯曼飾演詹尼·基利尼（Gianni Chellini）
- 安柏·瓦雷塔飾演奧黛麗·比令（Audrey Billings）
- 凱特·諾塔（英语：Kate Nauta）飾演蘿拉（Lola）
- 法藍柯·波蘭德（英语：François Berléand）飾演塔科尼督察（Inspector Tarconi）
- 馬修·莫汀飾演參議員傑佛遜·比令（Senator Jefferson Billings）
- 傑森·弗萊明飾演迪米特里
- 凱斯·大衛飾演史坦布萊頓（Stappleton）
- 亨特·克拉里（Hunter Clary）飾演傑克·比令（Jack Billings）
- 香農·布里格斯（英语：Shannon Briggs）飾演馬克斯（Max）
- 傑夫·蔡斯（英语：Jeff Chase）飾演瓦西里（Vasily）
- 安娜麗妮·麥考德（英语：AnnaLynne McCord）飾演攔車的短上衣女孩
- 提姆·威爾（英语：Tim Ware）飾演美國法警霍夫曼（U.S. Marshal Hoffman）
- 馬克·麥考利（英语：Marc Macaulay）飾演美國法警布朗（U.S. Marshal Brown）
- 馬蒂·萊特（英语：The Boogeyman (wrestler)）飾演特警指揮官

## 評價
2005年9月2日，《玩命快遞2》在美國上映。在美國，首周票房收入達1600萬美元。總票房方面，在美國賣出4300萬美元，全球共計8500萬美元。
《玩命快遞2》獲得的評論褒貶不一。該片在爛番茄基於120位評論家做出的評論，獲得52%的新鮮度，及在總分10分中取得5.4分。也有評論提到：「這是《玩命快遞》時髦且更具針對性的續集，對前作的粉絲而言，此片有著過多的娛樂元素……」在從主流評論家間作出滿分100分的加權平均分數的Metacritic，該片基於29篇評論取得56分。
《芝加哥太陽報》的羅傑·艾伯特評該片為3星，並指出其比前作更好。在該片於美國上映日的一場《洛杉磯時報》專訪中，導演路易斯·賴托瑞表示法蘭克·馬丁是「首位同性戀動作片明星」，並暗示主角在說道「這正是因為我就是我」，拒絕對女性有著近一步的發展而出櫃。
然而，法蘭克卻在《玩命快遞3》中與一位異性發生關係，當時在2005年採訪賴托瑞的記者於美國上映後三日發電子郵件給賴托瑞，詢問他對這部不是他執導的電影的看法。賴托瑞看似有些違背當初的想法，他說明在重看過他的前兩部電影後，「它們並非是那般的同性戀」。

## 原聲帶
| 評論得分 | 評論得分 |
| 來源     | 評分     |
| -------- | -------- |
| Allmusic | [ 10 ]   |
| IGN      | [ 11 ]   |

2012年9月6日，《玩命快遞2》的電影原聲帶由TVT唱片公司在美國發行。共收錄由眾多歌手錄製的16首歌曲，包括由亞歷山大·阿澤利亞作曲的電影配樂。來自Allmusic的詹姆斯·克里斯多福·蒙格（James Christopher Monger）在滿分5星中給予此片3星的評價，並列舉出Grand National的〈Talk Amongst Yourselves〉、安谷的〈Saviour〉及Mylo的〈Paris Four Hundred〉為原聲帶中的亮點。

### 曲目
| 曲序 | 曲目                    | 词曲 | Artist            | 时长 |
| ---- | ----------------------- | --- | ----------------- | ---- |
| 1.   | Naughty Girl            | 亞歷山大·阿澤利亞                                                                                                 | 亞歷山大·阿澤利亞 | 1:28 |
| 2.   | Cells                   | 丹·布萊克 | The Servant       | 4:50 |
| 3.   | Icarus                  | Amen Birdmen | Amen Birdmen      | 5:02 |
| 4.   | Painful（Morphium Mix） | Brunello | Sin               | 4:00 |
| 5.   | Main Theme              | 亞歷山大·阿澤利亞                                                                                                 | 亞歷山大·阿澤利亞 | 4:09 |
| 6.   | Life Support            | 戴夫·科布（Dave Cobb）、季米特里斯·科特西歐里斯（Dimitris Koutsiouris）、托比·馬里奧特（Toby Marriott）           | The Strays        | 2:56 |
| 7.   | Body                    | 丹·布萊克 | The Servant       | 4:46 |
| 8.   | Talk Amongst Yourselves | 勞倫斯·魯德（Lawrence Rudd）                                                                                      | Grand National    | 4:31 |
| 9.   | Kendo                   | 亞歷山大·阿澤利亞                                                                                                 | 亞歷山大·阿澤利亞 | 1:20 |
| 10.  | Saviour                 | 安谷、伊夫琳·克拉爾（Evelyne Kral）、弗雷德里克·傑夫雷（Frederic Jaffre）                                         | 安谷              | 3:44 |
| 11.  | Revolution              | 加繆·馬雷·切利（Camus Mare Celli）                                                                                | 凱特·諾塔         | 3:41 |
| 12.  | Paris Four Hundred      | 麥爾斯·麥金尼斯（Myles Macinnes）                                                                                 | Mylo              | 3:36 |
| 13.  | Can You Handle It?      | Sebo K. | Shakedown         | 4:04 |
| 14.  | Chase                   | 羅斯·邦尼（Ross Bonney）、亞當·戈曼斯（Adam Goemans）、拉姆齊·米勒（Ramsay Miller）、斯科特·林寧（Scott Rinning） | Cinematics        | 3:52 |
| 15.  | Voodoo Child            | 洛朗·道邁爾（Laurent Daumail）                                                                                    | Afu-Ra、DJ Cam    | 3:13 |
| 16.  | Jet Boxing              | 亞歷山大·阿澤利亞                                                                                                 | 亞歷山大·阿澤利亞 | 2:19 |

## 外部連結
- 互联网电影数据库（IMDb）上《玩命快遞2》的资料（英文）
- TCM电影资料库上《玩命快遞2》的资料（英文）
- AllMovie上《玩命快遞2》的资料（英文）
- Metacritic上《玩命快遞2》的資料（英文）
- 爛番茄上《玩命快遞2》的資料（英文）
- Box Office Mojo上《玩命快遞2》的資料（英文）
- 開眼電影網上《玩命快遞2》的資料（繁體中文）
- 时光网上《玩命快遞2》的資料（简体中文）
- 豆瓣电影上《玩命快遞2》的資料 （简体中文）